# Llista de frases S
Les Frases S o frases de seguretat són uns consells de prudència relatius a les substàncies i preparats perillosos. Es descriuen a l'Annex III de la Directiva 67/548/CE, en els idiomes oficials de la Unió Europea. Aquestes frases també es poden categoritzar en diferents apartats segons: Emmagatzematge i manipulació, en cas d'incident o accident, vessaments i residus, higiene personal, equips de protecció individual (epi) o reactivitat química i incompatibilitats

## Frases S
- S1 Conserveu-lo amb clau.
- S2 Mantingueu-lo fora de l'abast dels nens.
- S3 Conserveu-lo en lloc fresc.
- S4 Mantingueu-lo lluny de locals habitats.
- S5 Conserveu-lo en... (líquid apropiat a especificar pel fabricant).
- S6 Conserveu-lo en... (gas inert a especificar pel fabricant).
- S7 Mantingueu-lo en recipient ben tancat.
- S8 Mantingueu el recipient en lloc sec.
- S9 Conserveu el recipient en lloc ben ventilat.
- S12 No tanqueu el recipient hermèticament.
- S13 Mantingueu-lo lluny d'aliments, begudes i pinsos.
- S14 Conserveu-lo lluny de .. (materials incompatibles a especificar pel fabricant).
- S15 Conserveu-lo allunyat de la calor.
- S16 Conserveu-lo allunyat de tota flama o font d'espurnes. No fumar.
- S17 Mantingueu-lo lluny de materials combustibles.
- S18 Manipuleu i obriu el recipient amb prudència.
- S20 No mengeu ni beveu durant la seva utilització.
- S21 No fumeu durant la seva utilització.
- S22 No respireu la pols.
- S23 No respireu els gasos/fums/vapors/aerosols [denominació(ns) adequada(s) a especificar pel fabricant].
- S24 Eviteu el contacte amb la pell.
- S25 Eviteu el contacte amb els ulls.
- S26 En cas de contacte amb els ulls renteu-vos immediata i abundantment amb aigua i aneu a un metge.
- S27 Renteu immediatament la roba tacada o esquitxada.
- S28 En cas de contacte amb la pell, renteu-vos immediatament i abundantment amb... (productes a especificar pel fabricant).
- S29 No llenceu els residus per l'aigüera
- S30 No llenceu mai aigua a aquest producte.
- S33 Eviteu l'acumulació de càrregues electroestàtiques.
- S35 Elimineu els residus del producte i els seus recipients amb totes les precaucions possibles.
- S36 Useu indumentària protectora adequada.
- S37 Useu guants adequats.
- S38 En cas de ventilació insuficient, useu equip respiratori adequat.
- S39 Useu protecció per als ulls/la cara.
- S40 Per a netejar el sòl i els objectes contaminats per aquest producte, useu... (a especificar pel fabricant).
- S41 En cas d'incendi i/o d'explosió no respireu els fums.
- S42 Durant les fumigacions/polvoritzacions, useu equip respiratori adequat. [Denominació(ns) adequada(s) a especificar pel fabricant].
- S43 En cas d'incendi, utilitzeu... (els mitjans d'extinció els ha d'especificar el fabricant). Si l'aigua augmenta el risc, s'haurà d'afegir: «No useu mai aigua».
- S45 En cas d'accident o malestar, aneu immediatament al metge (si és possible, mostreu-li l'etiqueta).
- S46 En cas d'ingestió, aneu immediatament al metge i mostreu-li l'etiqueta o l'envàs.
- S47 Conserveu-lo a una temperatura no superior a...°C (a especificar pel fabricant).
- S48 Conserveu-lo humit amb... (medi apropiat a especificar pel fabricant).
- S49 Conserveu-lo únicament en el recipient d'origen.
- S50 No mescleu amb... (a especificar pel fabricant).
- S51 Feu-ho servir únicament en llocs ben ventilats.
- S52 No useu sobre grans superfícies en interiors.
- S53 Eviteu l'exposició. Demaneu instruccions especials abans de l'ús.
- S56 Elimineu aquesta substància i el seu recipient en un punt de recollida pública de residus especials o perillosos.
- S57 Utilitzeu un envàs de seguretat adequat per a evitar la contaminació del medi ambient.
- S59 Remeteu-vos al fabricant o proveïdor per a obtenir informació sobre la seva recuperació/reciclatge.
- S60 Elimineu el producte i el seu recipient com a residus perillosos.
- S61 Eviteu el seu alliberament al medi ambient. Demaneu instruccions específiques de la fitxa de dades de seguretat.
- S62 En cas d'ingestió no provoqueu el vòmit: Acudiu immediatament al metge i mostreu-li l'etiqueta o l'envàs.

## Combinacions de frases S
- S1/2 Conserveu amb clau i mantingueu fora de l'abast dels nens.
- S3/7 Conserveu el recipient ben tancat i en lloc fresc.
- S3/9/14 Conserveu en lloc fresc i ben ventilat i lluny de... (materials incompatibles, a especificar pel fabricant).
- S3/9/14/49 Conserveu únicament al recipient d'origen, en lloc fresc i ben ventilat i lluny de... (materials incompatibles, a especificar pel fabricant).
- S3/9/49 Conserveu únicament al recipient d'origen, en lloc fresc i ben ventilat.
- S3/14 Conserveu en lloc fresc i lluny de... (materials incompatibles, a especificar pel fabricant).
- S7/8 Mantingueu el recipient ben tancat i en lloc sec.
- S7/9 Mantingueu el recipient ben tancat i en lloc ben ventilat.
- S7/47 Mantingueu el recipient ben tancat i Conserveu a una temperatura no superior a...°C (a especificar pel fabricant).
- S20/21 No mengeu, ni beveu, ni fumeu durant la seva utilització.
- S27/28 En cas de contacte amb la pell, traieu-vos immediatament tota la roba contaminada i renteu-la immediatament i abundantment amb ... (a especificar pel fabricant)
- S24/25 Eviteu el contacte amb els ulls i la pell.
- S29/56 No llenceu els residus per l'aigüera, elimineu aquesta substància i el recipient en un punt de recollida de residus especials o perillosos.
- S36/37 Feu servir indumentària i guants de protecció adequats.
- S36/37/39 Feu servir indumentària i guants adequats i protecció per als ulls/la cara.
- S36/39 Feu servir indumentària adequada i protecció per als ulls/la cara.
- S37/39 Feu servir guants adequats i protecció per als ulls/la cara.
- S47/49 Conserveu-lo únicament al recipient d'origen i a temperatura no superior a...°C (a especificar pel fabricant)